# 73e Golden Globe Awards
De 73e Golden Globe Awards, waarbij prijzen werden uitgereikt in verschillende categorieën voor de beste films en televisieprogramma's van 2015, vonden plaats op 10 januari 2016 in het Beverly Hilton Hotel in Beverly Hills. De ceremonie werd voor de vierde maal gepresenteerd door Ricky Gervais. De nominaties werden bekendgemaakt op 10 december 2015 door Angela Bassett, America Ferrera, Chloë Grace Moretz en Dennis Quaid.

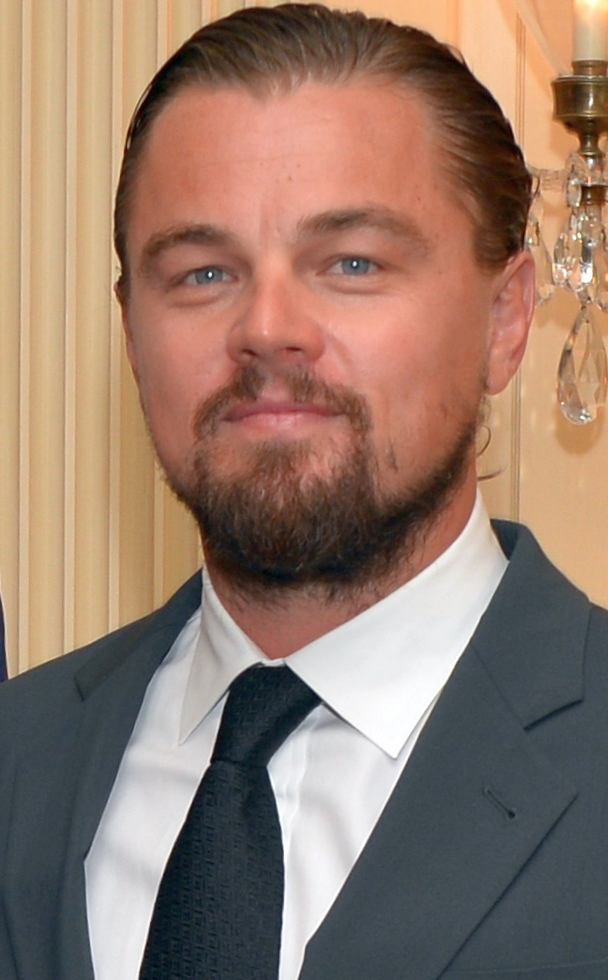
Leonardo DiCaprio, beste acteur in een dramafilm

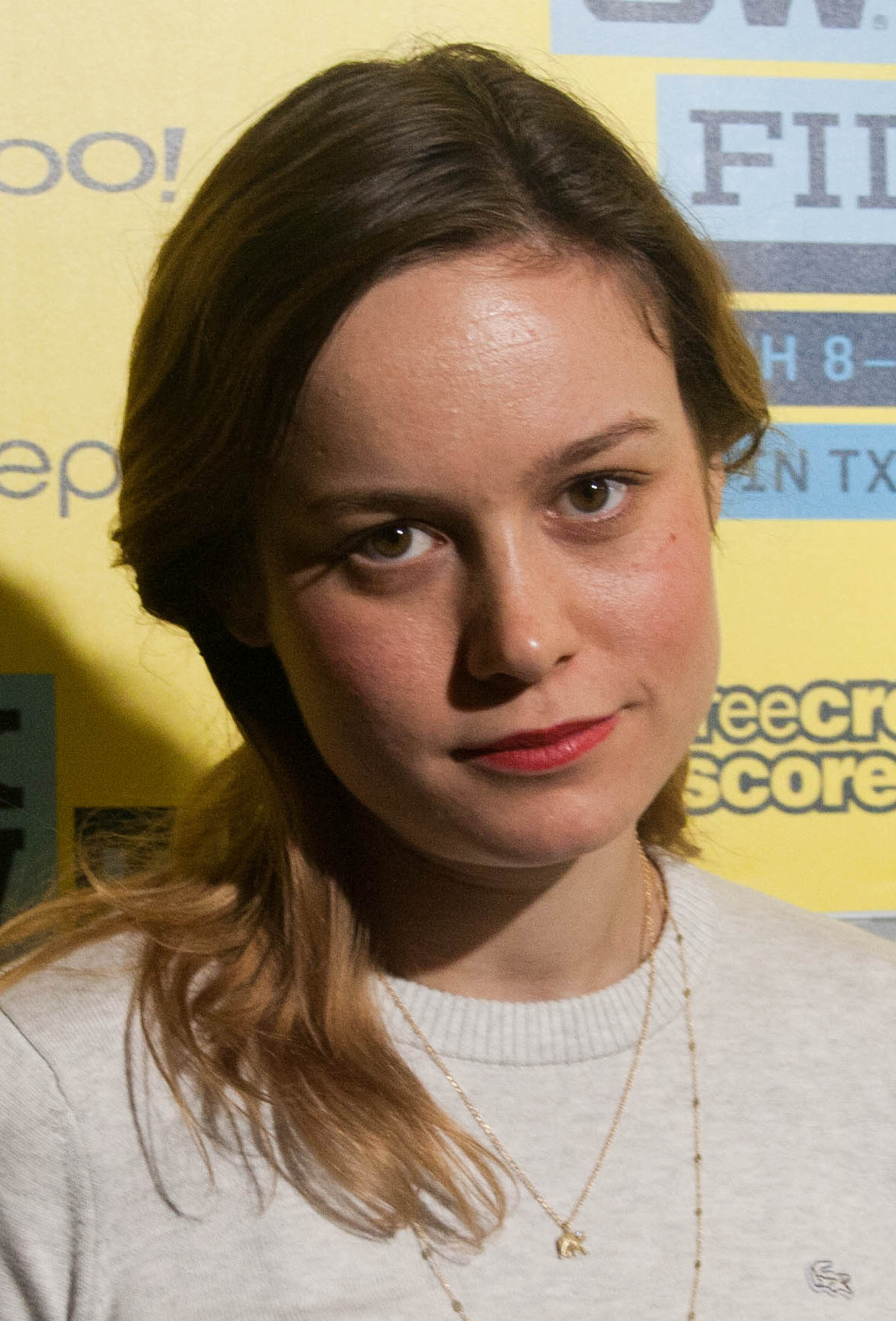
Brie Larson, beste actrice in een dramafilm

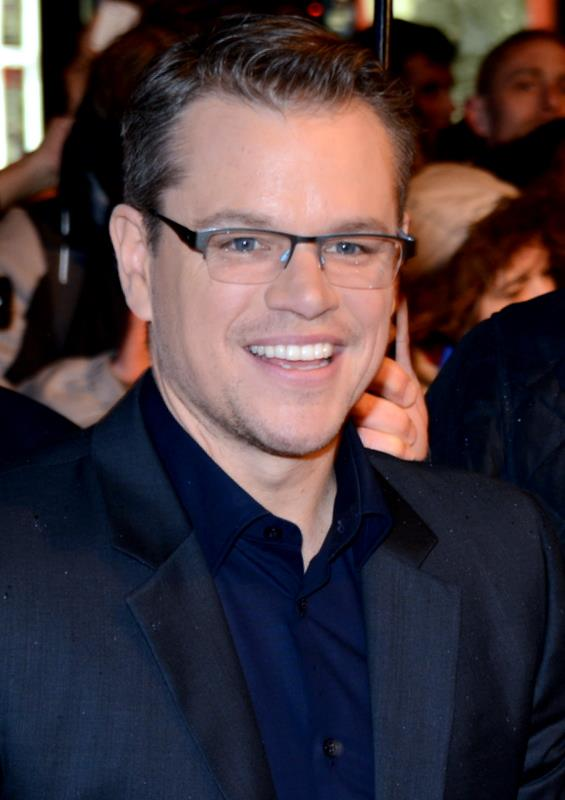
Matt Damon, beste acteur in een komische of muzikale film

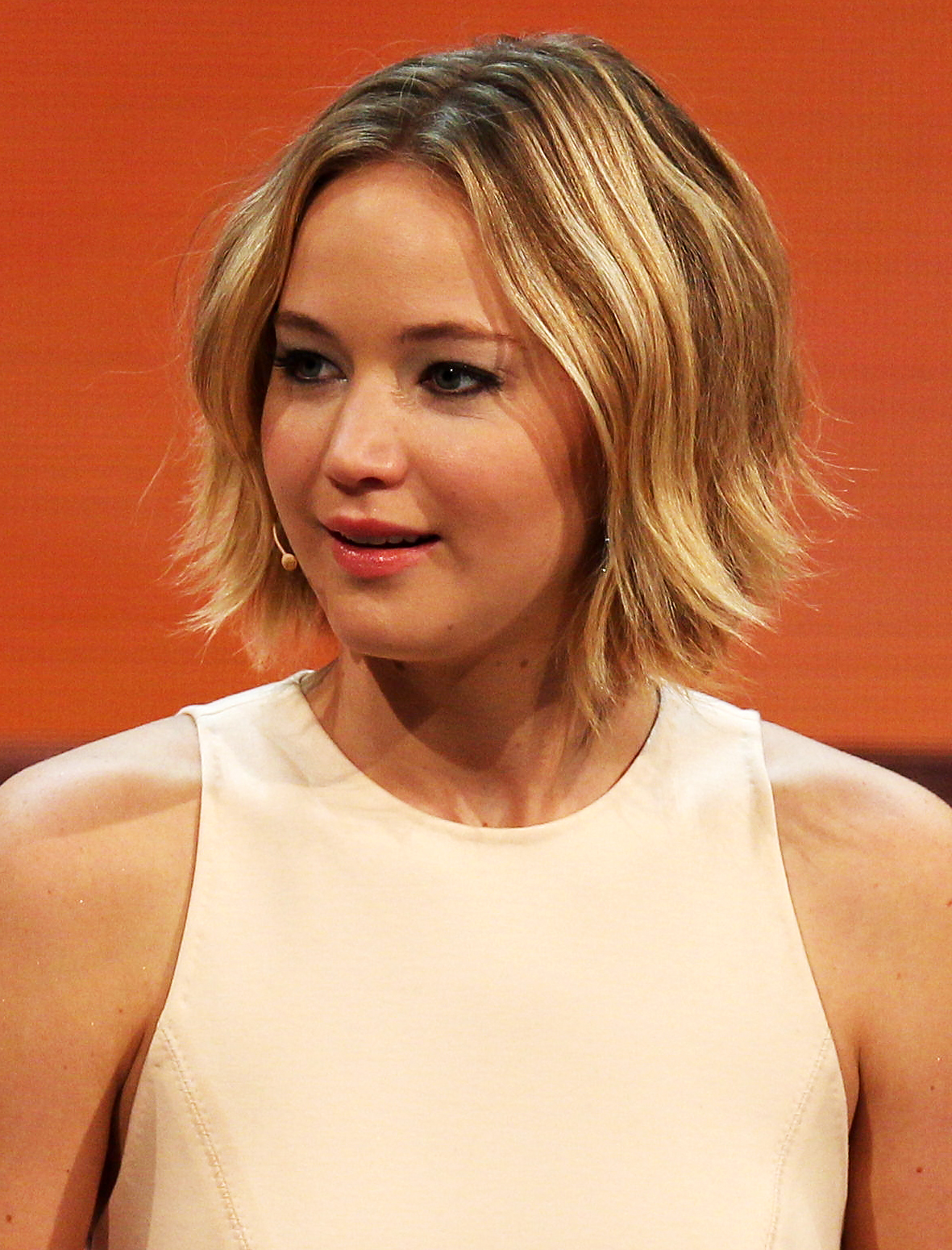
Jennifer Lawrence, beste actrice in een komische of muzikale film

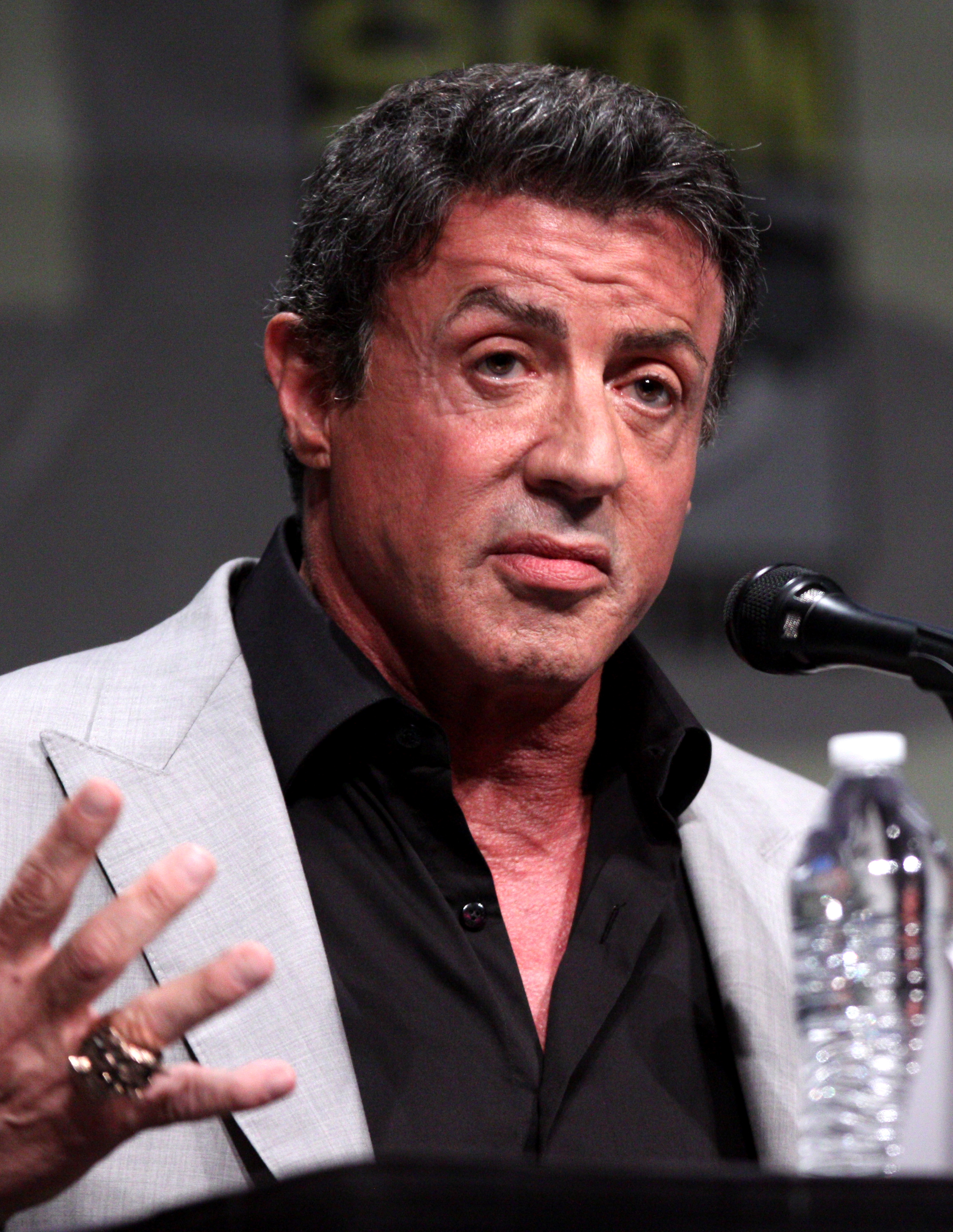
Sylvester Stallone, beste mannelijke bijrol in een film

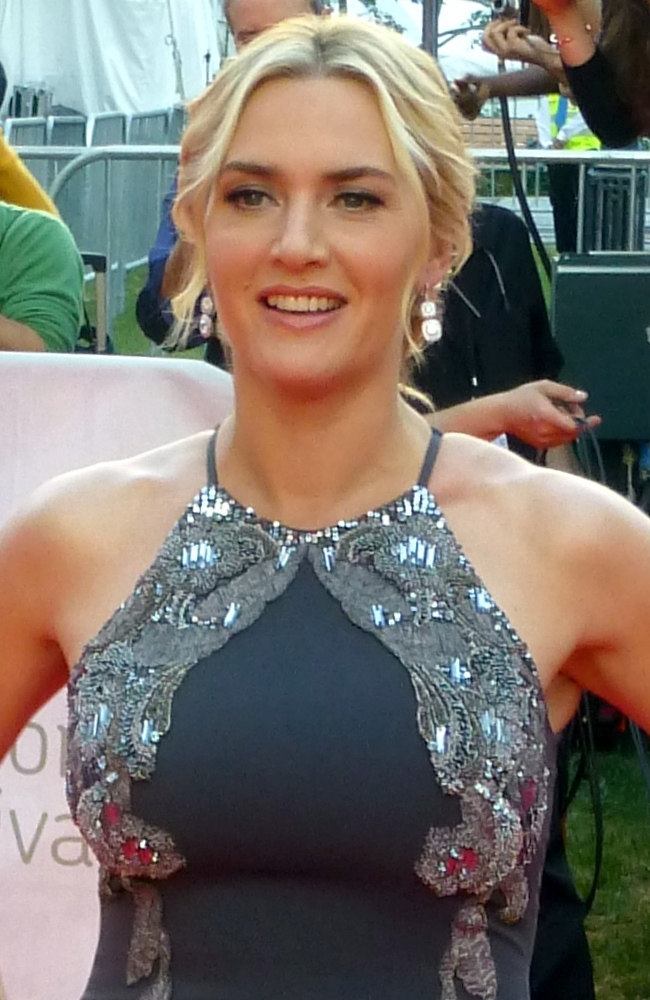
Kate Winslet, beste vrouwelijke bijrol in een film

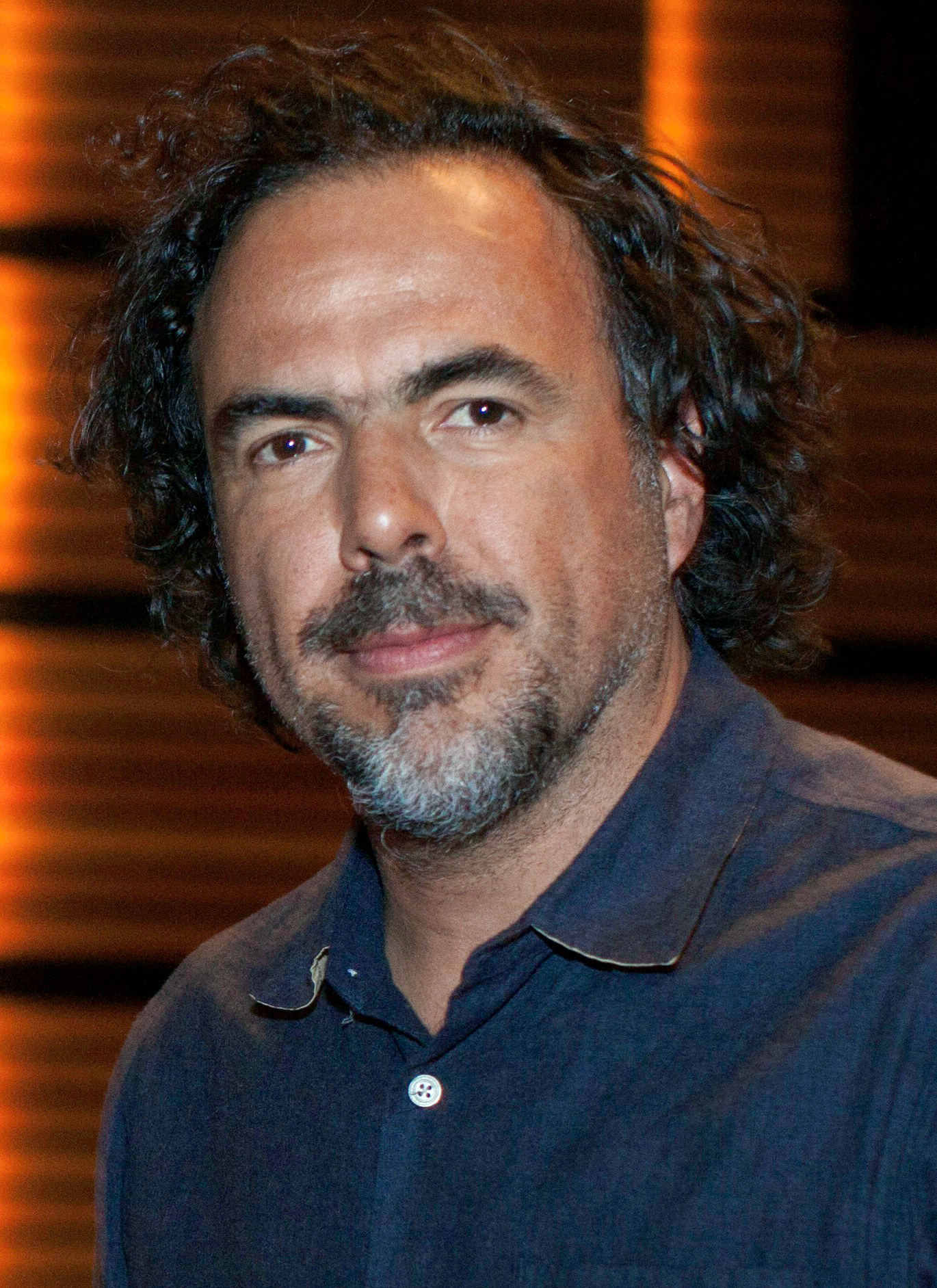
Alejandro González Iñárritu, beste regisseur

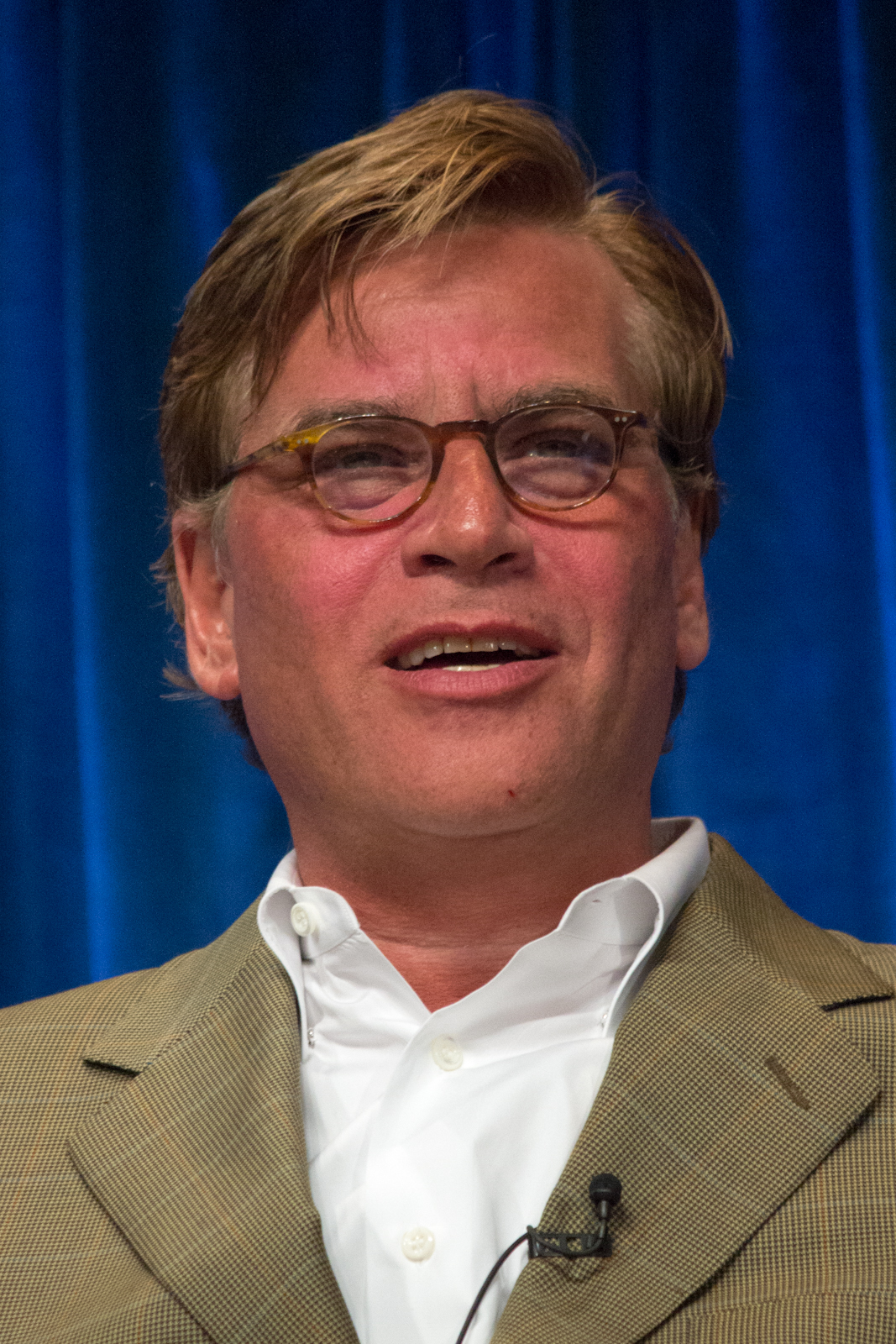
Aaron Sorkin, beste script

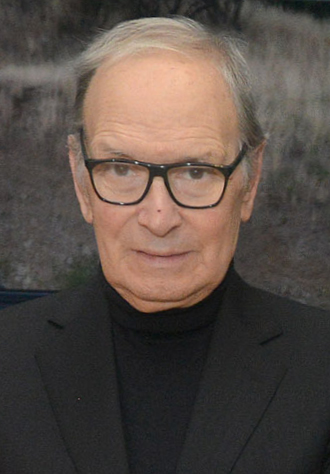
Ennio Morricone, beste originele muziek

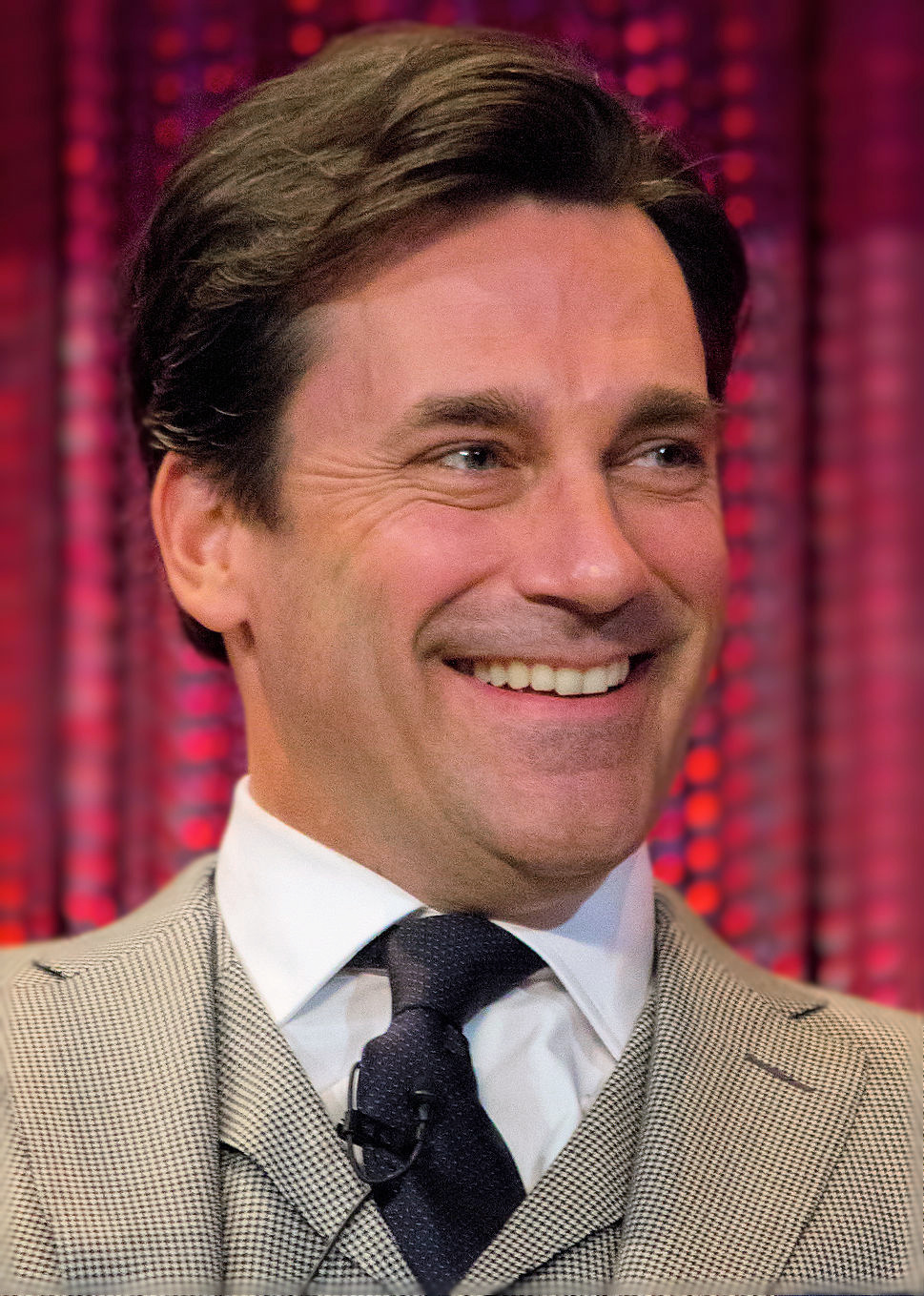
Jon Hamm, beste acteur in een dramaserie

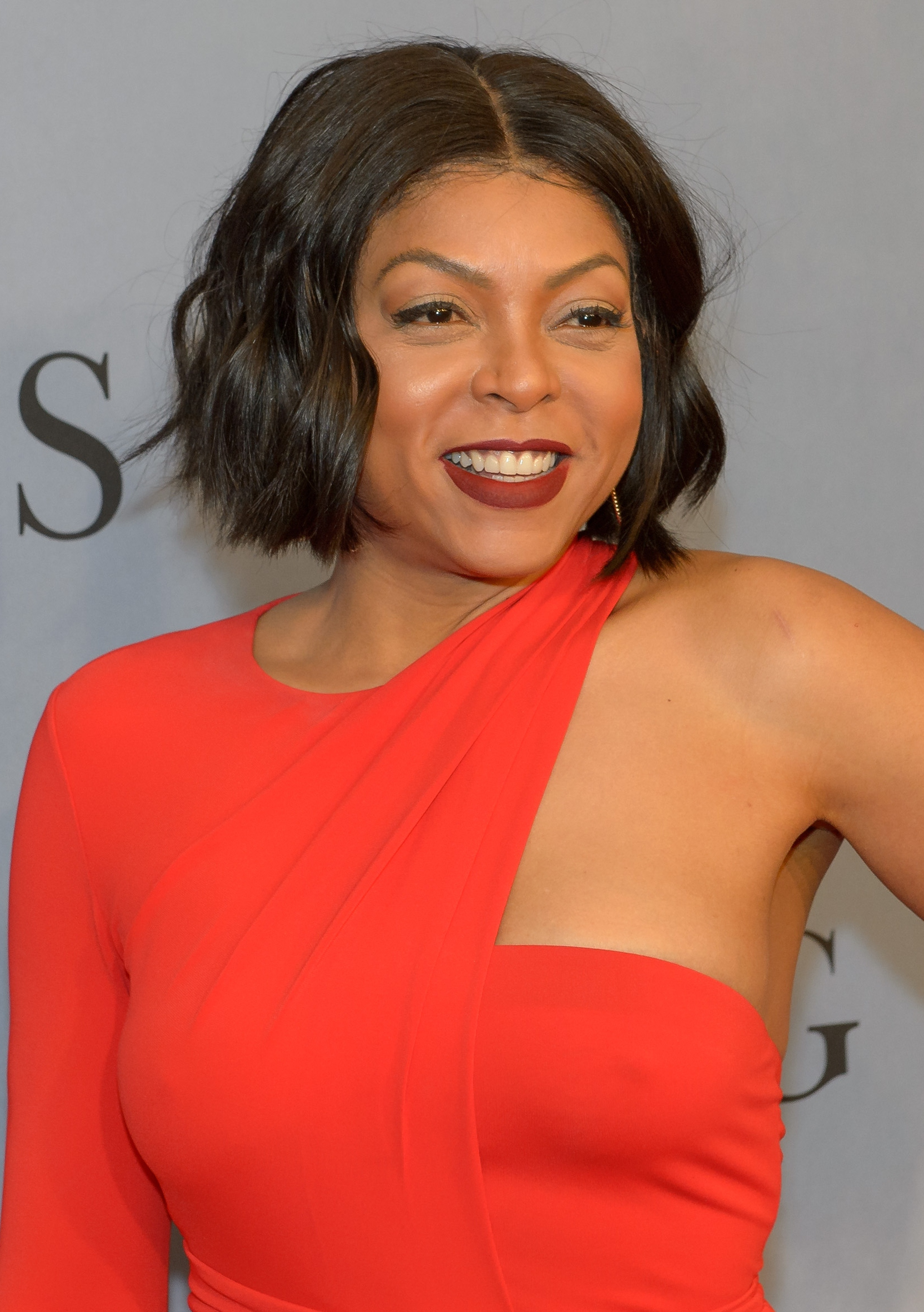
Taraji P. Henson, beste actrice in een dramaserie

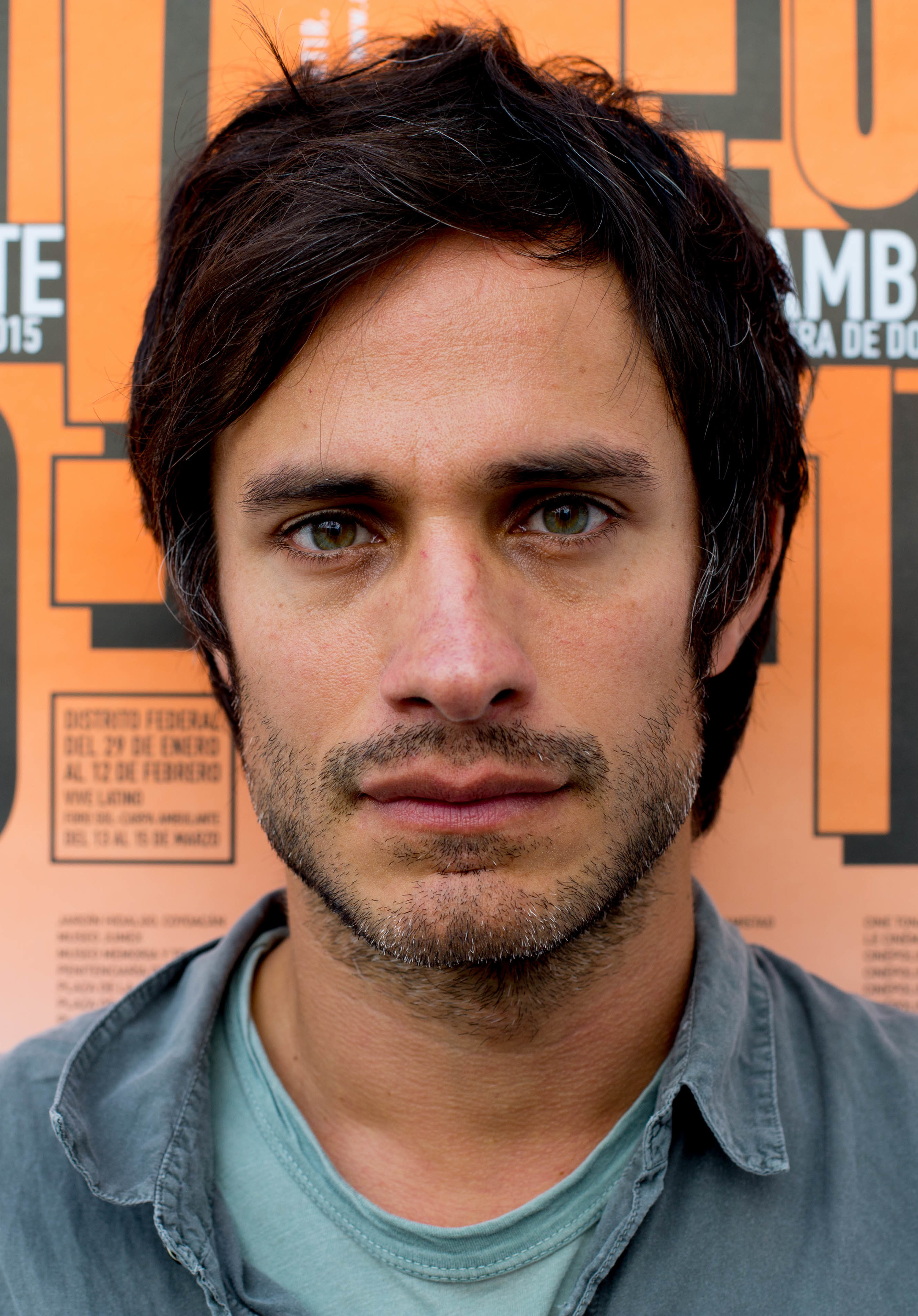
Gael García Bernal, beste acteur in een komische of muzikale serie

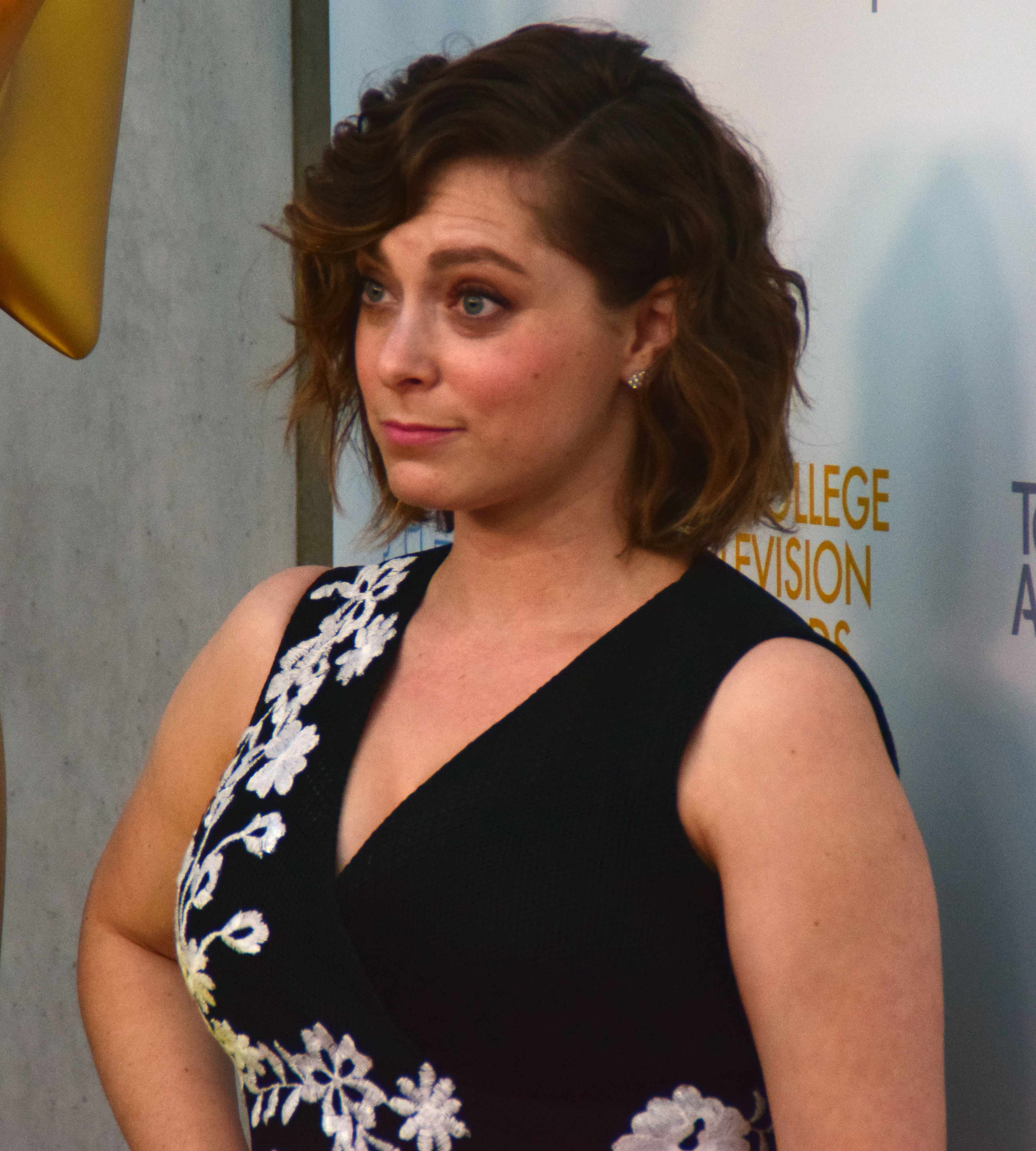
Rachel Bloom, beste actrice in een komische of muzikale serie

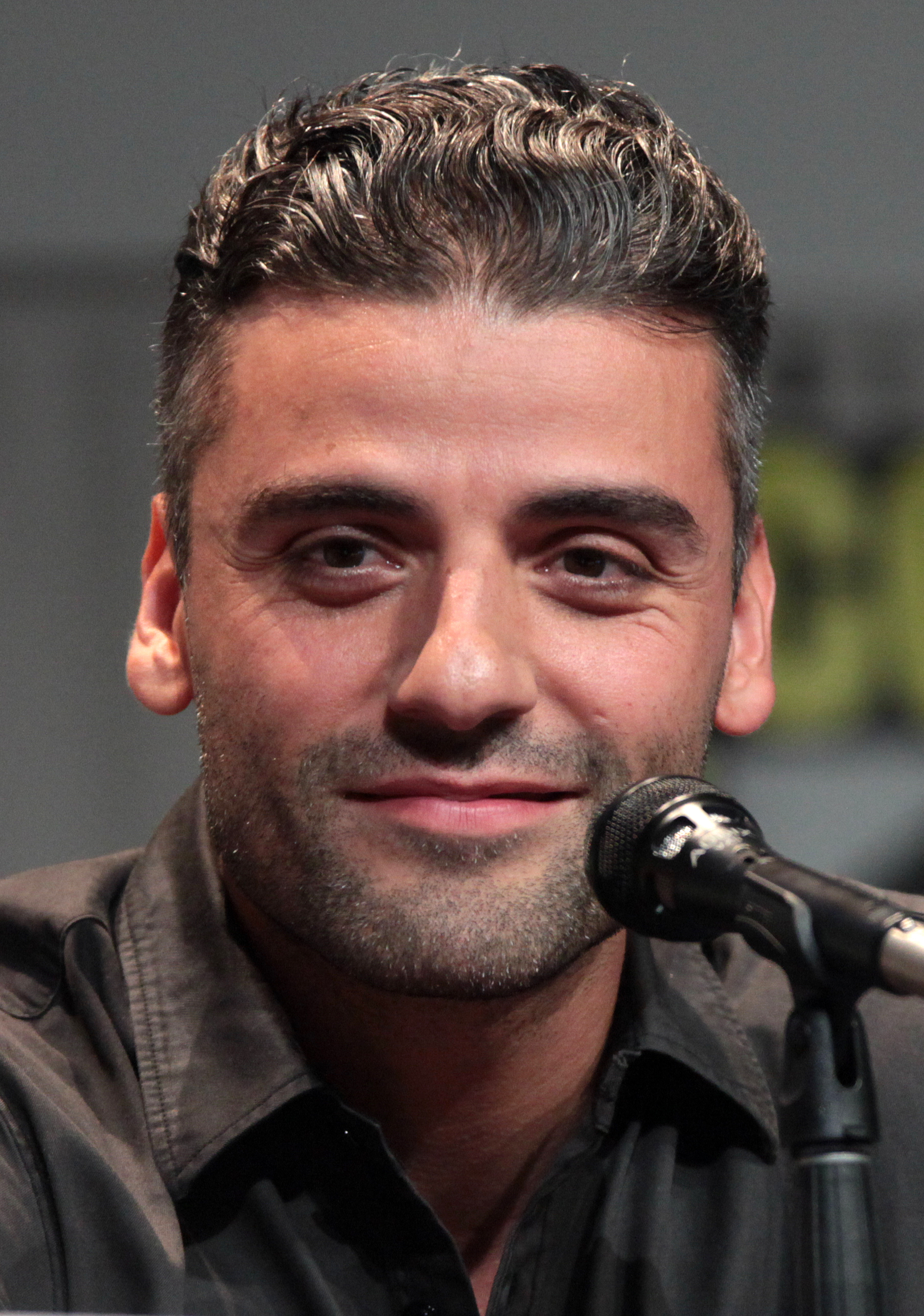
Oscar Isaac, beste acteur in een miniserie of televisiefilm

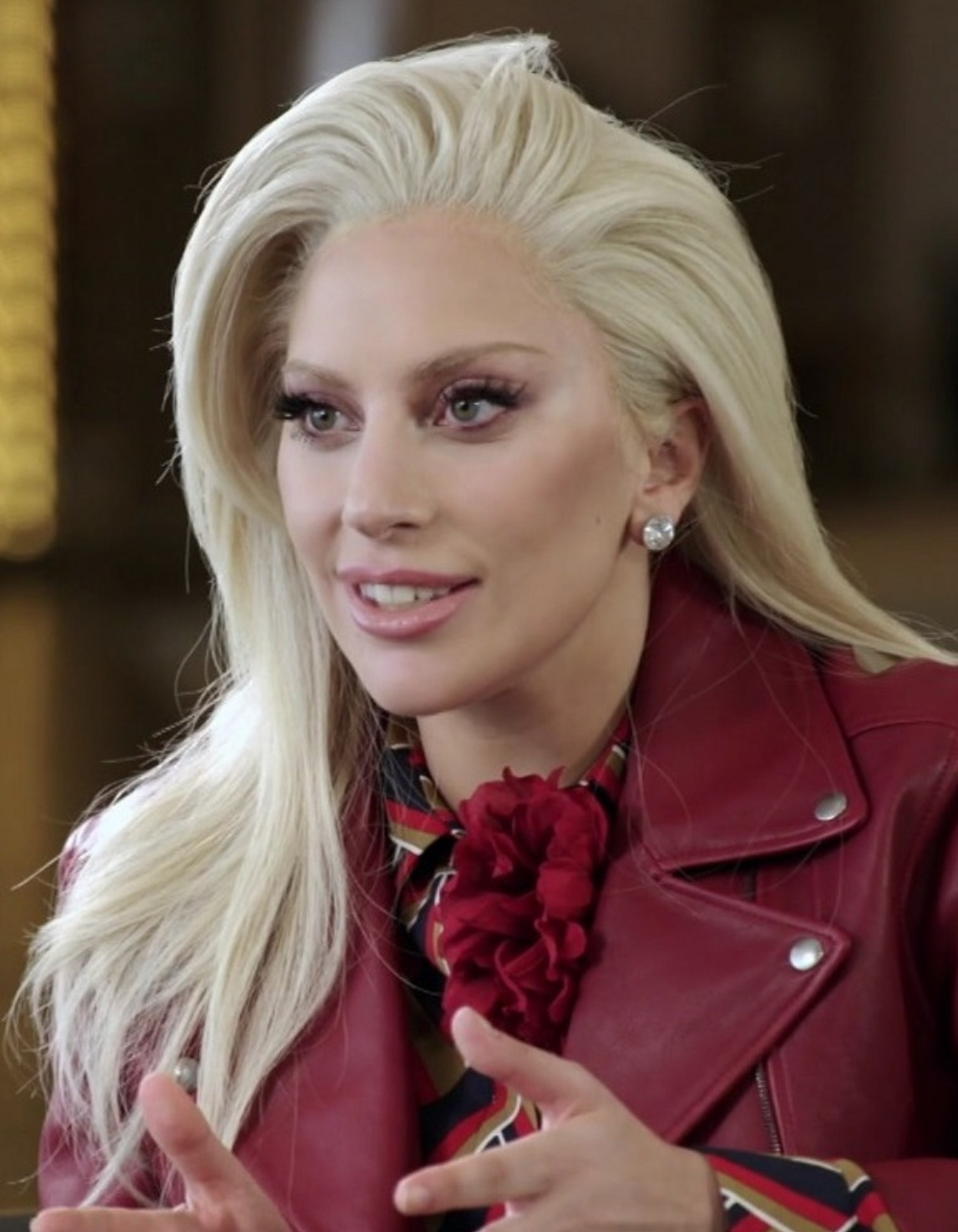
Lady Gaga, beste actrice in een miniserie of televisiefilm

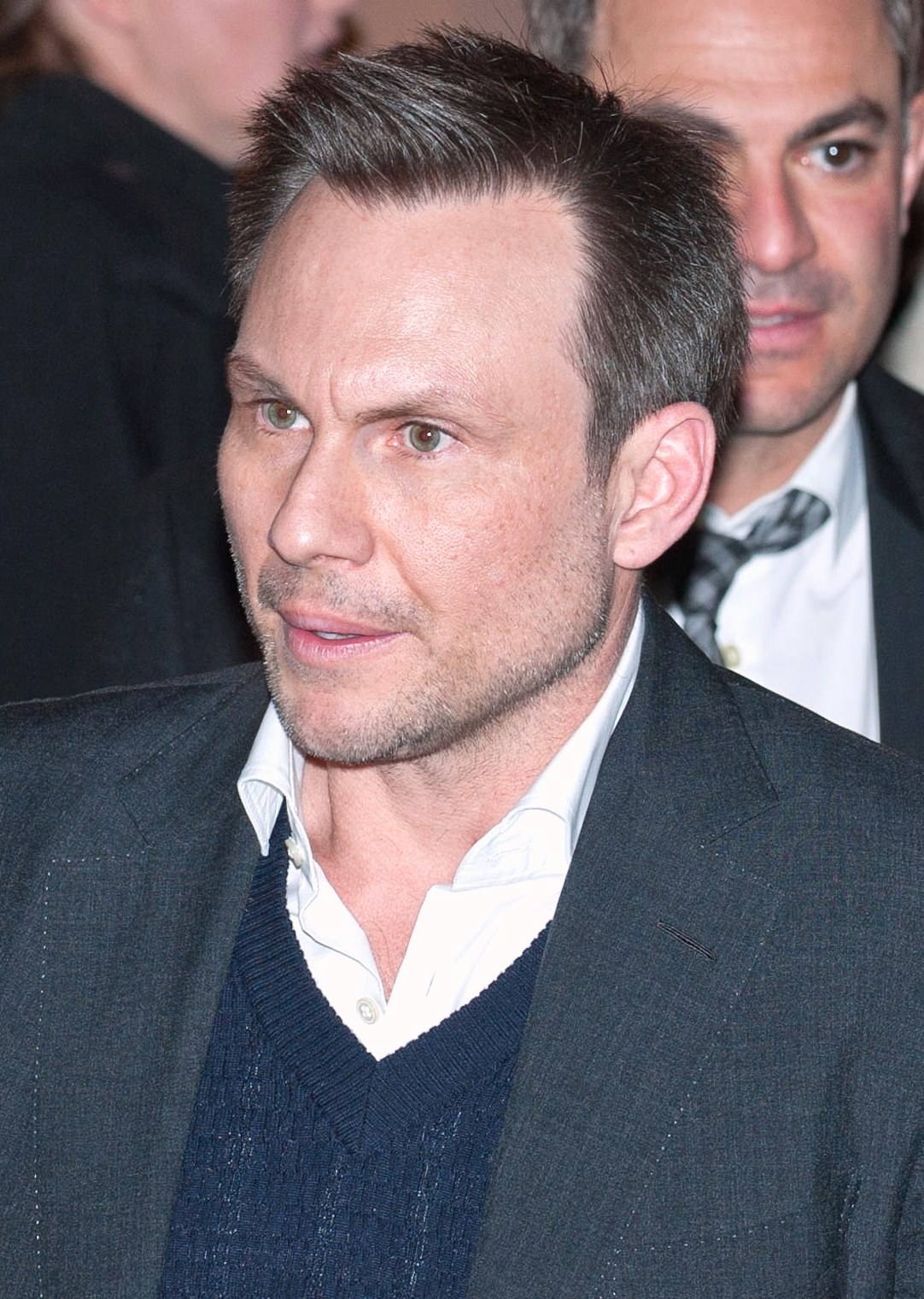
Christian Slater, beste mannelijke bijrol in een televisieserie, miniserie of televisiefilm

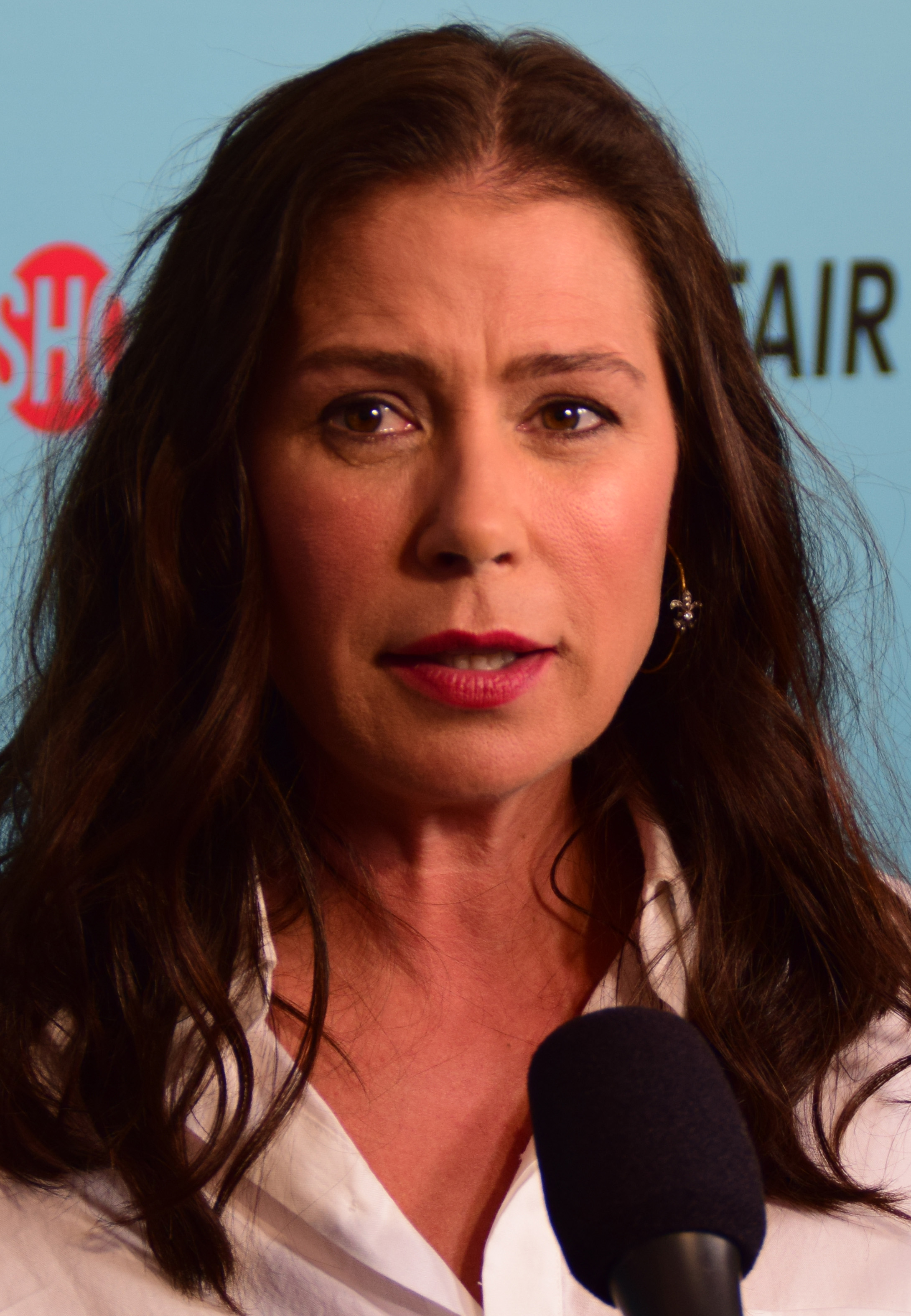
Maura Tierney, beste vrouwelijke bijrol in een televisieserie, miniserie of televisiefilm

## Film - winnaars en genomineerden
De winnaars staan bovenaan in vet lettertype.

### Beste dramafilm
- The Revenant
  - Carol
  - Mad Max: Fury Road
  - Room
  - Spotlight

### Beste komische of muzikale film
- The Martian
  - The Big Short
  - Joy
  - Spy
  - Trainwreck

### Beste regisseur
- Alejandro González Iñárritu - The Revenant
  - Todd Haynes - Carol
  - Tom McCarthy - Spotlight
  - George Miller - Mad Max: Fury Road
  - Ridley Scott - The Martian

### Beste acteur in een dramafilm
- Leonardo DiCaprio - The Revenant
  - Bryan Cranston - Trumbo
  - Michael Fassbender - Steve Jobs
  - Eddie Redmayne - The Danish Girl
  - Will Smith - Concussion

### Beste actrice in een dramafilm
- Brie Larson - Room
  - Cate Blanchett - Carol
  - Rooney Mara - Carol
  - Saoirse Ronan - Brooklyn
  - Alicia Vikander - The Danish Girl

### Beste acteur in een komische of muzikale film
- Matt Damon - The Martian
  - Christian Bale - The Big Short
  - Steve Carell - The Big Short
  - Al Pacino - Danny Collins
  - Mark Ruffalo - Infinitely Polar Bear

### Beste actrice in een komische of muzikale film
- Jennifer Lawrence - Joy
  - Melissa McCarthy - Spy
  - Amy Schumer - Trainwreck
  - Maggie Smith - The Lady in the Van
  - Lily Tomlin - Grandma

### Beste mannelijke bijrol in een film
- Sylvester Stallone - Creed
  - Paul Dano - Love & Mercy
  - Idris Elba - Beasts of No Nation
  - Mark Rylance - Bridge of Spies
  - Michael Shannon - 99 Homes

### Beste vrouwelijke bijrol in een film
- Kate Winslet - Steve Jobs
  - Jane Fonda - Youth
  - Jennifer Jason Leigh - The Hateful Eight
  - Helen Mirren - Trumbo
  - Alicia Vikander - Ex Machina

### Beste script
- Aaron Sorkin - Steve Jobs
  - Emma Donoghue - Room
  - Tom McCarthy en Josh Singer - Spotlight
  - Charles Randolph en Adam McKay - The Big Short
  - Quentin Tarantino - The Hateful Eight

### Beste originele muziek
- Ennio Morricone - The Hateful Eight
  - Carter Burwell - Carol
  - Alexandre Desplat - The Danish Girl
  - Daniel Pemberton - Steve Jobs
  - Ryuichi Sakamoto en Alva Noto - The Revenant

### Beste originele nummer
- "Writing's on the Wall" uit Spectre - Sam Smith en Jimmy Napes
  - "Love Me like You Do" uit Fifty Shades of Grey - Tove Lo, Max Martin, Savan Kotecha, Ali Payami en Ilya Salmanzadeh
  - "One Kind of Love" uit Love & Mercy - Brian Wilson en Scott Bennett
  - "See You Again" uit Furious 7 - Wiz Khalifa, Charlie Puth, DJ Frank E en Andrew Cedar
  - "Simple Song #3" uit Youth - David Lang

### Beste niet-Engelstalige film
- Son of Saul - László Nemes, Hongarije
  - The Brand New Testament - Jaco Van Dormael, België, Frankrijk en Luxemburg
  - The Club - Pablo Larraín, Chili
  - The Fencer - Klaus Härö, Finland, Duitsland en Estland
  - Mustang - Deniz Gamze Ergüven, Frankrijk

### Beste animatiefilm
- Inside Out
  - Anomalisa
  - The Good Dinosaur
  - The Peanuts Movie
  - Shaun the Sheep Movie

### Cecil B. DeMille Award
- Denzel Washington

### Films met meerdere nominaties
De volgende films ontvingen meerdere nominaties:
| Nominaties | Film               | Awards |
| ---------- | ------------------ | ------ |
| 5          | Carol              |        |
| 4          | Steve Jobs         | 2      |
| 4          | The Big Short      |        |
| 4          | The Revenant       | 3      |
| 3          | Room               | 1      |
| 3          | Spotlight          |        |
| 3          | The Danish Girl    |        |
| 3          | The Hateful Eight  | 1      |
| 3          | The Martian        | 2      |
| 2          | Mad Max: Fury Road |        |
| 2          | Joy                | 1      |
| 2          | Spy                |        |
| 2          | Trainwreck         |        |
| 2          | Trumbo             |        |
| 2          | Love & Mercy       |        |
| 2          | Youth              |        |

## Televisie - winnaars en genomineerden
De winnaars staan bovenaan in vet lettertype.

### Beste dramaserie
- Mr. Robot
  - Empire
  - Game of Thrones
  - Narcos
  - Outlander

### Beste komische of muzikale serie
- Mozart in the Jungle
  - Casual
  - Orange Is the New Black
  - Silicon Valley
  - Transparent
  - Veep

### Beste miniserie of televisiefilm
- Wolf Hall
  - American Crime
  - American Horror Story: Hotel
  - Fargo
  - Flesh and Bone

### Beste acteur in een dramaserie
- Jon Hamm - Mad Men
  - Rami Malek - Mr. Robot
  - Wagner Moura - Narcos
  - Bob Odenkirk - Better Call Saul
  - Liev Schreiber - Ray Donovan

### Beste actrice in een dramaserie
- Taraji P. Henson - Empire
  - Caitriona Balfe - Outlander
  - Viola Davis - How to Get Away with Murder
  - Eva Green - Penny Dreadful
  - Robin Wright - House of Cards

### Beste acteur in een komische of muzikale serie
- Gael García Bernal - Mozart in the Jungle
  - Aziz Ansari - Master of None
  - Rob Lowe - The Grinder
  - Patrick Stewart - Blunt Talk
  - Jeffrey Tambor - Transparent

### Beste actrice in een komische of muzikale serie
- Rachel Bloom - Crazy Ex-Girlfriend
  - Jamie Lee Curtis - Scream Queens
  - Julia Louis-Dreyfus - Veep
  - Gina Rodriguez - Jane the Virgin
  - Lily Tomlin - Grace and Frankie

### Beste acteur in een miniserie of televisiefilm
- Oscar Isaac - Show Me a Hero
  - Idris Elba - Luther
  - David Oyelowo - Nightingale
  - Mark Rylance - Wolf Hall
  - Patrick Wilson - Fargo

### Beste actrice in een miniserie of televisiefilm
- Lady Gaga - American Horror Story: Hotel
  - Kirsten Dunst - Fargo
  - Sarah Hay - Flesh and Bone
  - Felicity Huffman - American Crime
  - Queen Latifah - Bessie

### Beste mannelijke bijrol in een televisieserie, miniserie of televisiefilm
- Christian Slater - Mr. Robot
  - Alan Cumming - The Good Wife
  - Damian Lewis - Wolf Hall
  - Ben Mendelsohn - Bloodline
  - Tobias Menzies - Outlander

### Beste vrouwelijke bijrol in een televisieserie, miniserie of televisiefilm
- Maura Tierney - The Affair
  - Uzo Aduba - Orange Is the New Black
  - Joanne Froggatt - Downton Abbey
  - Regina King - American Crime
  - Judith Light - Transparent

### Series met meerdere nominaties
De volgende series ontvingen meerdere nominaties:
| Nominaties | Serie                        | Awards |
| ---------- | ---------------------------- | ------ |
| 3          | American Crime               |        |
| 3          | Fargo                        |        |
| 3          | Mr. Robot                    | 2      |
| 3          | Outlander                    |        |
| 3          | Transparent                  |        |
| 3          | Wolf Hall                    | 1      |
| 2          | American Horror Story: Hotel | 1      |
| 2          | Empire                       | 1      |
| 2          | Flesh and Bone               |        |
| 2          | Mozart in the Jungle         | 2      |
| 2          | Narcos                       |        |
| 2          | Orange Is the New Black      |        |
| 2          | Veep                         |        |